# Machecoul
Machecoul foi uma comuna francesa na região administrativa da Pays de la Loire, no departamento de Loire-Atlantique. Estendia-se por uma área de 66,62 km². Em 2010 a comuna tinha 7 788 habitantes (densidade: 116,9 hab./km²).
Em 1 de janeiro de 2016, passou a formar parte da comuna de Machecoul-Saint-Même.